# Old MacDonald Had a Farm

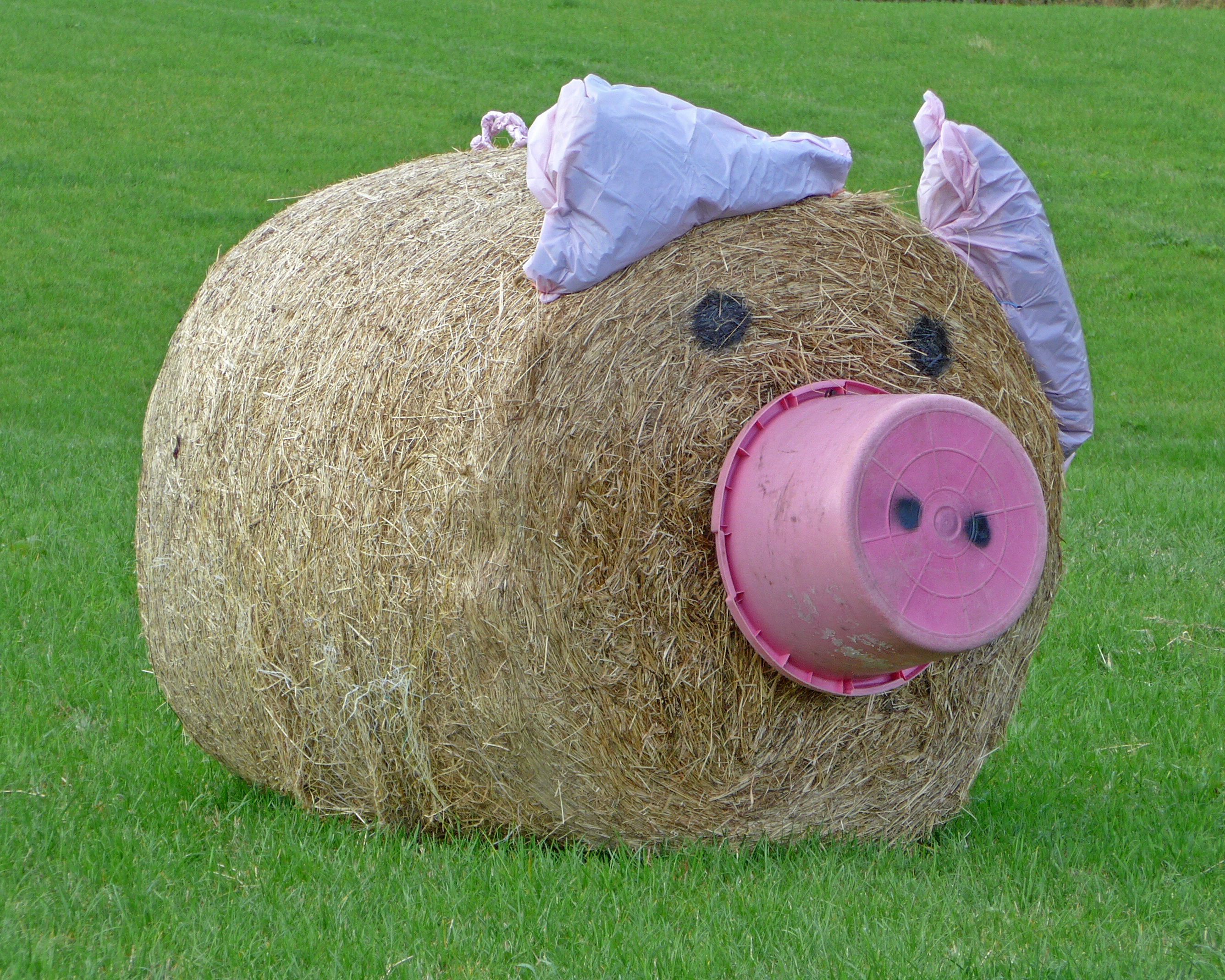
Representação artística de um dos animais da fazenda do Seu MacDonald.

"Old MacDonald Had a Farm" (também conhecido como O Velho MacDonald Tinha uma Fazenda, também em Portugal como Na Quinta do Tio Manel e no Brasil como Seu Lobato Tinha um Sítio ou alternadamente Seu MacDonald Tinha um Sítio) é uma canção infantil tradicional e uma canção de ninar sobre um fazendeiro e os vários animais que ele tinha. Cada verso da música muda o nome do animal e seu respectivo som. Por exemplo, se o verso usa uma vaca como animal, então "mu" seria usado como som do animal. Em muitas versões, a música é cumulativa, com os sons de animais de todos os versos anteriores adicionados a cada verso subsequente.
A letra da versão padrão começa da seguinte forma, com o som do animal mudando a cada verso (no exemplo a seguir, a vaca):
Old MacDonald had a farm, E-I-E-I-O!

And on his farm he had a cow, E-I-E-I-O!

With a moo-moo here and a moo-moo there,

Here a moo, there a moo,

Everywhere a moo-moo,

Old MacDonald had a farm, E-I-E-I-O!